# 埃梅特
埃梅特（土耳其語：Emet）是土耳其的城鎮，位於該國西北部，由屈塔希亞省負責管轄，是屈塔希亚省埃梅特县的县府所在地，面積1406平方公里，海拔高度750米。2022年人口11431人。主要經濟活動有旅遊業和硼礦業。
该地有土耳其主要的硼矿之一——埃梅特矿，属于该国国营的土耳其爱硼矿业集团（一译埃蒂矿山集团）。全球约百分之70的硼储量在土耳其，而土耳其硼储量有50以上都在埃梅特矿区。
此外，该地的旅游业主要是因为当地著名的天然温泉。

## 历史
在奥斯曼时期，该区域曾被称作埃厄利戈兹（Eğrigöz），埃梅特是该卡扎（Kaza）下的一个小镇，其名称来自更早的称呼Emed，可能来自希腊语的*Amita或*Amata。19世纪埃厄利戈兹卡扎的中心才迁移到埃梅特。1927年，土耳其共和国成立之后的第一次人口普查中，该地（报告中以法语写作Emède）人口为33655人，不过该普查所计算的人口是今埃梅特县面积的一倍左右区域中的人口。